# Cape Jervis
Cape Jervis ist ein kleiner Küstenort mit knapp 343 Einwohnern im australischen Bundesstaat South Australia. Cape Jervis befindet sich etwa 110 Kilometer südlich von Adelaide an der südwestlichen Spitze der Fleurieu-Halbinsel. Der Ort liegt im Verwaltungsgebiet (LGA) Yankalilla District Council.
Matthew Flinders benannte Cape Jervis 1802 nach John Jervis, einem Admiral der britischen Marine.
Cape Jervis ist insbesondere bedeutend als Fährhafen, um nach Penneshaw auf Kangaroo Island überzusetzen. Außerdem ist Cape Jervis der Ausgangspunkt des Heysen Trails, einem 1200 Kilometer langen Wanderweg, der erst in den Flinders Ranges endet.
In der Nähe der Stadt gibt es zwei Strände, den sandigen Morgan's Beach und den Kiesstrand Fisheries Beach. Dort findet man auch Überreste einer alten Walfangstation.